# Michel Balard
Michel Balard (Sucy-en-Brie, 30 marzo 1936) è uno storico francese specializzato nel medioevo.

## Biografia
Studente presso l'École Pratique des Hautes Etudes, è stato poi membro della École française di Roma dal 1965 al 1968. Discusse la tesi di dottorato dal titolo La Romanie Genovese (inizio del XII secolo-XV secolo). Fu particolarmente interessato alla colonizzazione, nello specifico nell'Oriente medievale dall'XI secolo (prima crociata) al XV secolo, durante il periodo di massimo splendore delle città-stato della penisola italiana.
La sua ricerca è svolta intorno al commercio, alle istituzioni politiche e culturali del Mediterraneo orientale (Terra santa, Cipro, Siria), in Asia centrale (l'impero di Gengis Khan) e in Cina. Successivamente è divenuto professore emerito dell'École française di Roma. Direttore della collezione presso l'editore Hachette Supérieur, dirige in particolare la collezione "HU Histoire" e numerosi volumi della collezione "Carré Histoire". Fino al 1995 ha presieduto la Société des historiens médiévistes de l'enseignement supérieur public.